# Binumarien
Le binumarien est une langue papoue parlée en Papouasie-Nouvelle-Guinée, dans le district de Kainantu de la province des Hautes-Terres orientales.

## Classification
Le binumarien fait partie des langues kainantu-gorokanes qui sont rattachées à la famille des langues de Trans-Nouvelle Guinée.

## Phonologie
Les consonnes et les voyelles du binumarien:

### Voyelles
|         | Antérieure | Postérieure |
| ------- | ---------- | ----------- |
| Fermée  | i [i]      | u [u]       |
| Moyenne | e [eː]     | o [oː]      |
| Ouverte |            | ɑ [ɑ]       |

### Consonnes
|              |              | Bilabiales | Alvéolaires | Dorsales | Dorsales | Glottales |
| ------------ | ------------ | ---------- | ----------- | -------- | -------- | --------- |
| Palatales    | Vélaires     | Bilabiales | Alvéolaires |          |          | Glottales |
| Occlusives   | Occlusives   | p [p]      | t [t]       |          | k [k]    | ʔ [ʔ]     |
| Fricative    | Fricative    | ɸ [ɸ]      | s [s]       |          |          |           |
| Nasale       | Nasale       | m [m]      | n [n]       |          |          |           |
| Semi-voyelle | Semi-voyelle |            |             | j [j]    |          |           |

### Allophones
Les occlusives sont longues entre deux voyelles. [p] et [t] sont voisées après une nasale :
- áinda, table
- súmba, patate douce

### Une langue tonale
Le binumarien est une langue tonale. Elle possède deux tons distincts : haut et bas :
- saná, taro
- sáni, hache en pierre

## Sources
- (en) Anonyme, Binumarien Organized Phonological Data, manuscrit, Ukarumpa, SIL, 1992.